# Monts Mougodjar
Les monts Mougodjar (en russe : Мугоджары, Мугоджарский хребет) sont une chaîne de montagnes du nord-ouest du Kazakhstan d'environ  200 km de long. Ils sont considérés comme la partie la plus méridionale de la ceinture orogénique ouralienne. Ils constituent la ligne de partage des eaux entre le bassin de la mer Caspienne et celui de la mer d'Aral.

## Géographie

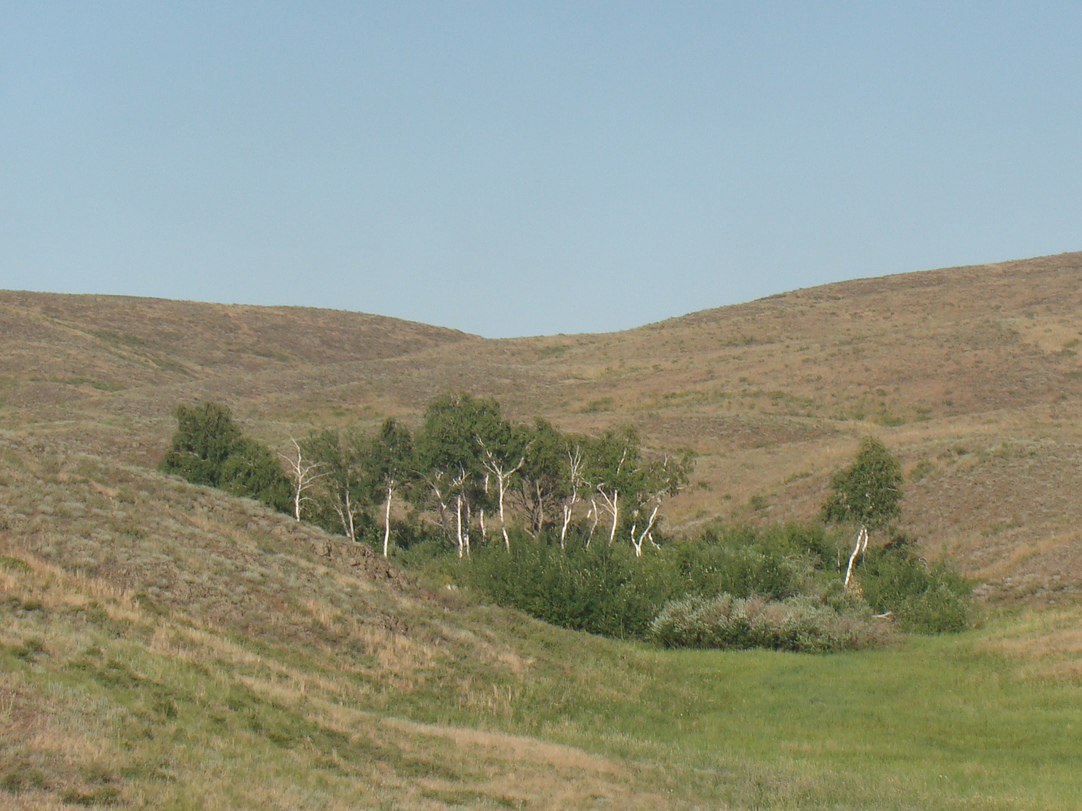
Paysage des monts Mougodjar.

Les monts Mougodjar proprement dits s'étendent sur 200 km et sont larges de 30 km. Les premières pentes commencent à partir de la rivière Or, pour se diviser ensuite entre Mougodjar oriental et occidental. Les monts culminent à 657 mètres au mont Boktoubaï (en russe : Боктыбай) dans le Mougodjar oriental. Le massif donne naissance à quelques rivières, dont l'Or, l'Emba et l'Irguiz.
Dans un sens plus large, le terme Mougodjar inclut un ensemble de montagnes et de collines, en particulier le plateau Oural-Tobolsk et les monts Mougodjar septentrionaux, qui mènent aux hauteurs de Guberlinky.